# Antoine Bénigne Suremain de Missery
Antoine Bénigne Suremain de Missery, né le 25 janvier 1767 à Dijon et mort le 13 avril 1852 à Beaune est un militaire et mathématicien français.

## Biographie

### Famille et formation

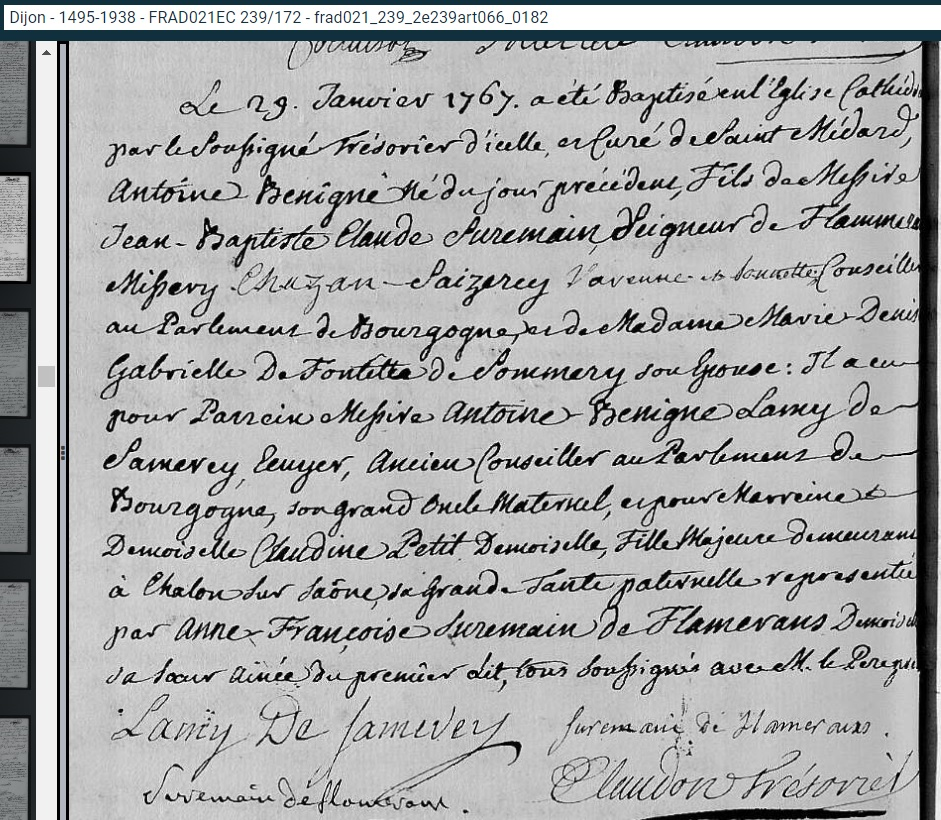
1767.01.28 - Acte de baptême d'Antoine Bénigne Suremain de Missery.

Antoine Bénigne Suremain de Missery est issu d'une famille ayant accédé à la noblesse française par une charge de secrétaire du roi (1701-1724). Il naît le 28 janvier 1767 à Dijon du mariage de Jean-Baptiste-Claude Suremain de Missery, seigneur de Flammerans, conseiller au parlement de Bourgogne, et de Marie Denise-Gabrielle de Fontette de Sommery. Il est baptisé le lendemain en la cathédrâle Saint-Martin de Dijon. Son père est à l'origine du château de Missery (Côte d'or), tel qu'il est encore au XXIe siècle.
Antoine Bénigne Suremain de Missery passe la majeure partie de sa vie à Beaune. 
Après des études de mathématiques, il est élève à l’École militaire de Paris où il entre le 1er septembre 1784, après avoir produit le certificat de noblesse exigé. Il est condisciple de Napoléon Bonaparte.

### Militaire
Antoine Bénigne Suremain de Missery est nommé lieutenant en second le 1er septembre 1785 et occupe le poste d’officier au Corps royal d’artillerie en 1789 sous le règne de Louis XVI. Il donne sa démission qui est agréée le 20 octobre 1791 pour s’adonner ensuite aux mathématiques et à la physique.

### Mathématicien
Antoine Bénigne Suremain de Missery est élève de Gaspard Monge, comte de Péluse, mathématicien, auteur, homme politique et fondateur de l’École polytechnique.
Ses études et expériences font l'objet de plusieurs ouvrages portant sur des sujets scientifiques divers comme les mathématiques, la physique, le magnétisme, l'acoustique, la géométrie des sons, la théorie musicale mais aussi d'autres sujets comme la philosophie et la religion.
Il est correspondant de l'Académie des sciences et membre non résident de l'Académie de Dijon et de diverses sociétés savantes notamment la société des sciences de Paris. Ses recherches mathématiques sont conservées à l'Institut, on y voit qu'il est le père de nombreuses résolutions algébriques qui sont la base de nos mathématiques, il est notamment l'auteur de la solution du jeu du solitaire. Avec treize autres érudits locaux, il est l'un des membres fondateurs de la Société d’histoire, d’archéologie et de littérature de Beaune. Il est élu premier président de la société le 22 mai 1851. Sa présidence dure quelques semaines, du 21 mai au 29 juin 1851.

### Mort

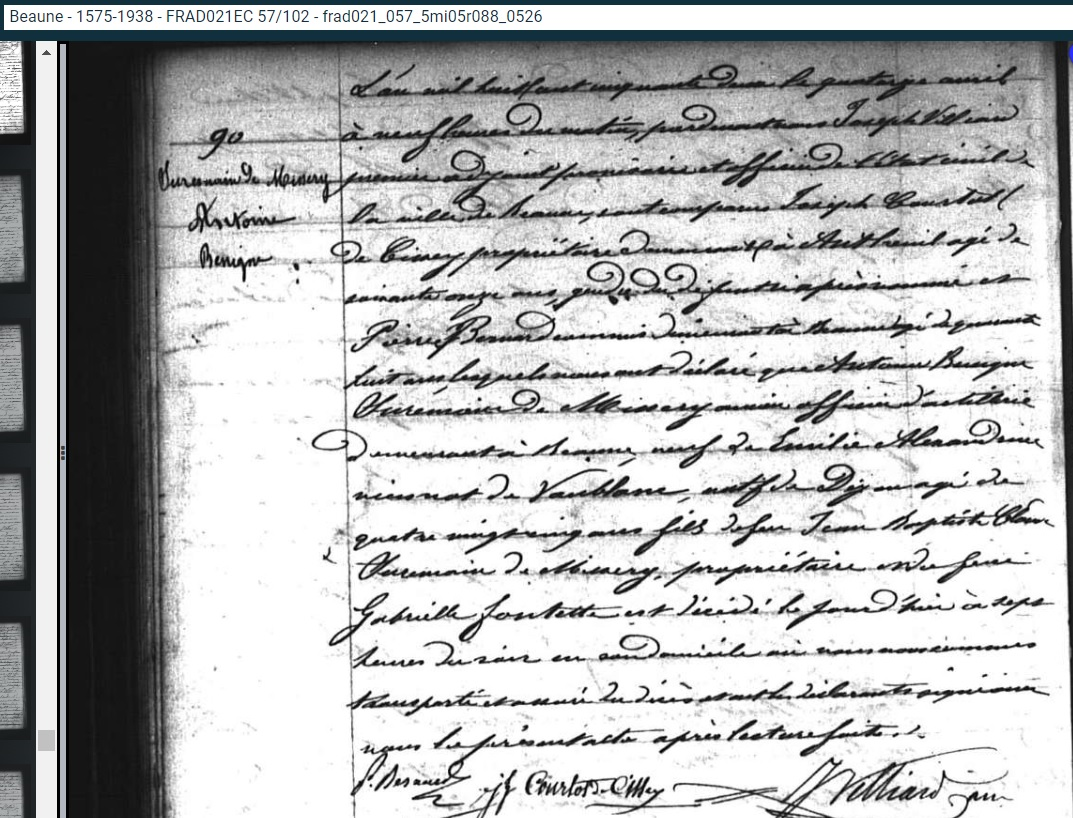
1852.04.13 - Acte de décès d'Antoine Bénigne Suremain de Missery.

Veuf d'Émilie Alexandrine Viénot de Vaublanc (1770-1825) qu'il avait épousé à Beaune le 19 pluviose an 4 (8 février 1796), il meurt le 13 avril 1852 à son domicile de Beaune,. Il est inhumé au cimetière de Beaune.

## Publications
Antoine Bénigne Suremain de Missery est l'auteur de plusieurs publications :
- Théorie acoustico-musicale ou De la doctrine des sons rapportée aux principes de leur combinaison - Ouvrage analytique et philosophique, Firmin Didot, 1795, Paris[12] :
- Travaux Scientifiques et Littéraires, 1800[13].
- Théorie purement algébrique des quantités imaginaires et des fonctions qui en résultent, Firmin Didot, 1801, Paris[14]
- Essai analytique du langage de l’entendement, l'écriture et la lecture considérés dans leurs rapports mutuels, 1801, Paris[15] ;
- Examen de l'ouvrage qui a pour titre : Le mystère des magnétiseurs et des somnambules, dévoilé aux âmes droites et vertueuses par un homme du monde, éd. J.G. Dentu, 1816, Paris[16].
- Méprises d'un géomètre de l'Institut, manifestées par un provincial, ou Observations critiques sur le "Traité de physique expérimentale et mathématique" de M. Biot, en ce qui concerne certains points d'acoustique et de musique, éd. J.G. Dentu, 1816, Paris[17].
- Réfutation de la "Défense de l'"Essai sur l'indifférence en matière de religion", de M. l'abbé de La Mennais, éd. Deschamps, 1822[18].
- Réponse au Rapport de M. Foisset sur une "Réfutation de la "Défense" de M. de la Mennais", éd. Carion, 1823[19].
- L'Existence de saint Bénigne rétablie, ou Observations sur une notice de M. Vallot, dans les Mémoires de la Commission des antiquités du département de la Côte-d'Or, éd. Popelain, 1834[20].
- Sur un article de M. Foisset dans "le Correspondant", revue mensuelle, première livraison, éd. Blondeau-Dejussieu, 1843[21].
- Observations adressées à Mme la Supérieure de la Congrégation de Marie-Thérèse de Bordeaux par son fondé de pouvoirs, éd. Blondeau-Dejussieu, 1896[22].

## Pour approfondir